# Pierre Meyer
Pierre Meyer (* 1900 in Buchsweiler, Unterelsass; † 1. November 1964 in Straßburg) war ein französischer Forstmann. Er war von 1950 bis zu seinem Tod als Conservateur des Eaux et Forêts Leiter der Forstverwaltung des Départements Bas-Rhin und hat sich nicht zuletzt durch seinen Einsatz für die deutsch-französische Freundschaft ausgezeichnet.

## Leben
Der gebürtige Elsässer Pierre Meyer besuchte im Zuge seiner forstlichen Ausbildung das Institut Agronomique und danach die Forsthochschule Nancy, wo er 1927 abschloss. Danach war er zunächst als Garde Général in Sélestat tätig, bevor er als Inspecteur in La Petite-Pierre, Hagenau und schließlich wieder in Sélestat eingesetzt wurde. Im Zweiten Weltkrieg versah er Dienst in Laon, Hauptstadt des Départements Aisne. 
Nach Kriegsende wurde er zum Leiter der französischen Forstverwaltung in Freiburg im Breisgau berufen. Diesen Posten hatte er bis 1950 inne, als er zum Conservateur des Eaux et Forêts des Départements Bas-Rhin in Straßburg ernannt wurde und damit bis zu seinem Tode Leiter der Forstverwaltung des Unterelsasses war.
Conservateur Pierre Meyer starb am 1. November 1964 in Straßburg.

## Leistungen
Conservateur Meyer hat während seiner Amtszeit vor allem Waldbau, Forsteinrichtung und den Ausbau des Waldwegenetzes im Départements Bas-Rhin gefördert. Ein besonderes Anliegen waren ihm auch Fragen der Waldarbeit. So gründete er in Saverne eine Schule für Waldarbeiter und beteiligte sich auch generell an der Ausbildung des forstlichen Nachwuchses.
Besondere Verdienste erwarb sich Meyer durch seinen Einsatz für die deutsch-französische Freundschaft auf forstlichem Gebiet. Er knüpfte zahlreiche freundschaftliche Bande nach Deutschland und war dort in forstlichen Kreisen gut bekannt. Eine langjährige Freundschaft verband ihn etwa mit dem vormaligen baden-württembergischen Forstpräsidenten Max Maier. Auch führte er auf Exkursionen zahlreiche in- und ausländische Gäste durch die elsässischen Waldgebiete. 
Meyer bearbeitete auch den französischsprachigen Teil des 1966 von Johannes Weck herausgegebenen Wörterbuchs der Forstwirtschaft, das forstliche Fachbegriffe in den Sprachen Deutsch, Englisch, Französisch, Spanisch und Russisch enthielt.

## Ehrungen
Für seine Verdienste erhielt er hohe Auszeichnungen durch den französischen Staat. Er war Officier du Mérite Agricole und Chevalier de la Légion d’Honneur.